# عبد الحميد صالحي
 عبد الحميد صالحي ، لاعب الدولي، وصانع ألعاب الوفاق الرياضي السطايفي في سنوات السبعينات. والذي لم يحصل على انذار طوال مشواره الرياضي.
لايمكننا ان نغفل «عبد الحميد صالحي» الذي رفع راية سطيف، والجزائر، عاليا في المحافل الدولية، بنيله جائزة اللعب النظيف، والروح الرياضية.
وتم تكريمه في لوزان السويسرية عام 2004 م، خاصة وأنه لم يتلق طيلة مشواره الكروي، مع وفاق سطيف أي انذار..وهي سابقة سطايفية جزائرية عالمية.